# Delen Private Bank
Delen Private Bank is een van oorsprong Belgische bank die gespecialiseerd is in verantwoord vermogensbeheer en de globale planning van het privé- en zakelijk vermogen van private klanten. De bank, een familiale onderneming met sterke wortels, heeft met zijn expertise één doel voor ogen: financiële gemoedsrust voor haar klanten.

## Van wisselagent tot private bank
André Delen richtte in 1936 in Antwerpen een wisselkantoor op. André Delen heeft als doel het vermogen van haar klanten te beheren als goede huisvaders – dynamisch en proactief, maar vooral doordacht en ook behoedzaam. In 1975 liet hij het beheer over aan zijn zonen en Jacques Delen, de jongste van hen, werd CEO. In 1990, met de medewerking van Paul De Winter, werd de nadruk gelegd op discretionair beheer.
De Antwerpse beursvennootschap wordt in 1992 onderdeel van de holding Ackermans & van Haaren en samen vormen zij een groep met een zeer solide financiële basis, die ook de zusterbank Bank J. Van Breda & C° omvat. Delen nam in 1994 de Bank O. de Schaetzen over om zo haar positie te versterken en het bankstatuut te verwerven. Vanaf dan volgen nog verschillende fusies en overnames.
In 1996 gaat De Ferm op in Bank Delen. De in Brussel gevestigde onderneming Havaux trad in 2000 toe tot de groep. In 2007 fuseerde Capital & Finance - de initiatiefnemer van de beheersvennootschap Capfi Delen Private Bank Asset Management - op haar beurt met Delen.
Vervolgens, in 2011, verkreeg Delen een meerderheidsbelang van 74% in JM Finn & Co (Ltd) in het Verenigd Koninkrijk. In juli 2015 bereikte Delen Private Bank een akkoord om Oyens & Van Eeghen over te nemen. Met deze transactie betrad Delen de Nederlandse markt. Sinds begin 2022 opereert ze hier onder de vlag van Delen Private Bank en niet langer Oyens & Van Eeghen. 
Als gevolg van deze overnames en groei, beheert de bank in 2020 een bedrag van 43,6 miljard euro voor klanten in de Benelux, het Verenigd Koninkrijk en Zwitserland.
Delen Private Bank nam in 2022 het Nederlandse Groenstate Vermogensbeheer over. Deze vermogensbeheerder ontstond in 1999 in Twente en is vooral in het oosten van Nederland actief. Het heeft zo’n 225 miljoen euro onder beheer en er werken een tiental mensen. Vanaf april 2023 gaat Groenstate verder onder de naam Delen Private Bank.
Sinds 2023 staat Michel Buysschaert, opvolger van René Havaux, als voorzitter-CEO aan het hoofd van de bank.

## Activiteiten
Het succes van de bank is te danken aan "het voorzichtige familiemodel met een dynamische en persoonlijke aanpak." Delen Private Bank is de grootste discretionaire vermogensbeheerder in België en een leider in de digitalisering van private banking-diensten. Het totaal beheerd vermogen bedraagt 53,56 miljard euro. 
De bank wordt anno 2023 gecontroleerd door Ackermans & van Haaren (78,75%) en door de familie Delen via de vennootschap Promofi (21,25%). 

### Vestigingen
In België zijn er zijn kantoren in Antwerpen, Brasschaat, Brussel, Charleroi, Gent, Hasselt, Knokke-Heist, Leuven, Luik, Namen, Roeselare, Waregem, Waterloo, Westerlo en Zellik.